# Crasna, Sălaj

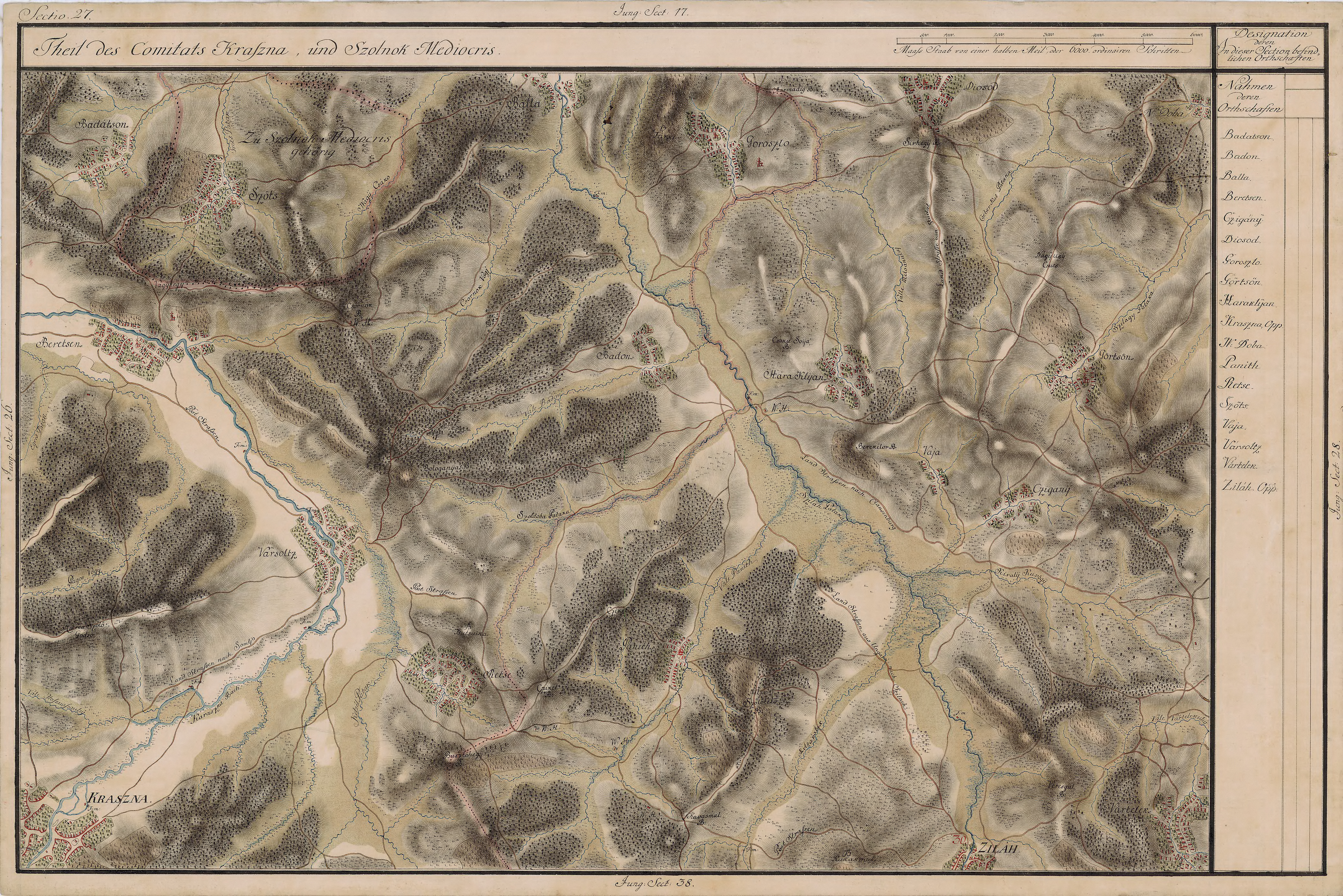
Crasna în Harta Iosefină a Transilvaniei, 1769-1773

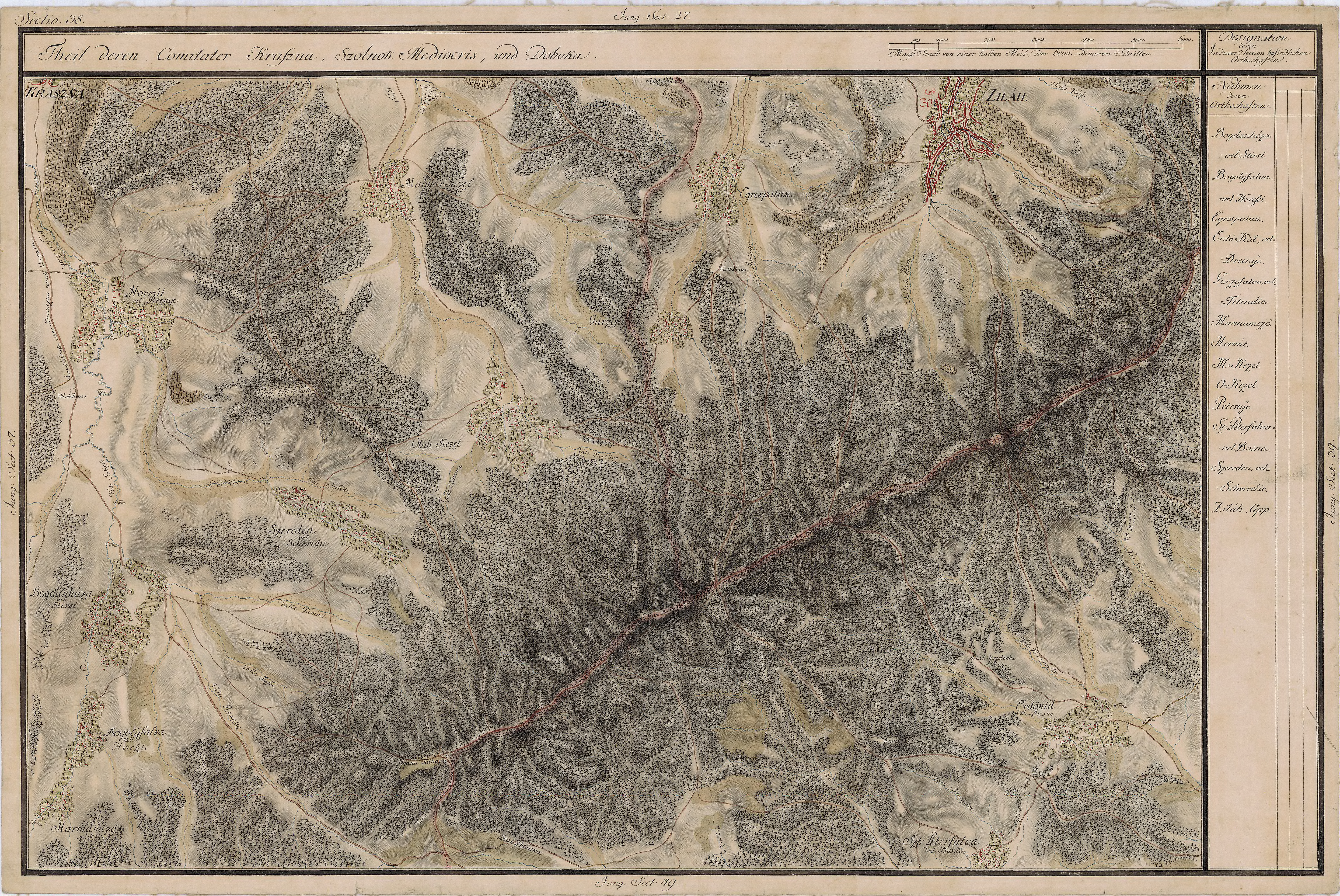

Crasna (în maghiară Kraszna sau Szilágykraszna, în germană Krassmarkt) este satul de reședință al comunei cu același nume din județul Sălaj, Transilvania, România.

## Așezare
Localitatea Crasna este situată în partea sud-vestică a județului, la intersecția drumurilor ce leagă Munții Apuseni de Câmpia de Vest și Depresiunea Transilvaniei prin Poarta Meseșană la o distanță de 20 km. spre est, în zona în care începe să se formeze lunca văii Crasnei. Localitatea este străbătută de râul Crasna.

## Istoric

##### Epoca străveche și veche
La sud-est de localitatea Crasna a fost descoperit un topor confecționat din tuf vulcanic de la Mirșid, șlefuit și găurit. Această unealtă a fost apoi corelată cu descoperirea a 6 locuințe neolitice pe terasa a II-a a Crasnei, la 500 metri de ultimele case înspre Vârșolț, așezări aparținând culturii Tisa, faza târzie. Faza de individualizare a luncii Crasnei fiind doar la început, locuitorii acestor așezări cultivau mici porțiuni de teren de pe prima terasă, și completau necesarul de hrană din vânătoare și pescuit. În această perioadă începe defrișarea terenurilor celor mai fertile.
La Crasna au existat așezări importante în epoca bronzului. Corelând aceste descoperiri cu cele menționate mai sus, se poate aprecia o continuitate în locuirea axei Crasna-Mortăuța, prin care se realiza legătura între Câmpia de Vest și Depresiunea Transilvaniei, pe la nord de Munții Plopiș, pe Valea Barcăului, pe Mortăuța, Crasna și de aici fie pe Valea Ragului, fie pe Calițca și apoi pe Poarta Meseșană. 
Triburi dace sunt răspândite pe teritoriul cuprins între Carpații Occidentali și Tisa. În secolul IV î.e.n. pătrund dinspre vest celții, care aduc noi tehnici de prelucrare a metalelor și roata olarului, dar sunt asimilați de populația locală, mai numeroasă. Această invazie a dus la dezvoltarea economică a zonei ce a constituit puntea de legătură dintre nucleul viitorului stat dac cu populațiile nordice. În campania sa contra boilor și tauriscilor, din anul 60 î.e.n. Burebista trece prin Poarta Meseșană, consolidând puterea dacilor asupra acestei regiuni. Din această perioadă este datată și o așezare din perimetrul satului Marin. Ceva mai la nord se găsea cetatea Dacidava, pe Măgura Șimleului. Aceasta puteau să apere cea mai mare parte a Depresiunii Șimleului, situație în care așezările mai vechi de la Crasna, Ratin și Huseni puteau să se mențină ca localități agricole și comerciale, pe drumul spre Porolissum. Pe interfluvii erau construiți tumuli de incinerație. Au fost semnalați 15 tumuli pe marginea nordică a comunei, pe dealul Culmea și 9 tumuli pe dealul Corhan.
Cucerirea Daciei de către romani se încheie la data de 11 august 106, când granița dintre Imperiu și Dacii liberi este stabilită în acest sector pe culmea Meseșului. Teritoriul satului Crasna rămâne în afara Imperiului roman. Este de presupus că aici s-a retras și o parte din armata dacică, care găsind sprijin la triburile din Câmpia de Vest a putut să organizeze o rezistență mai puternică. Între dacii liberi și romani au avut loc numeroase confruntări, în timpul cărora romanii treceau în expediții de pedepsire dincolo de graniță, incendiind așezările dacice. Sunt menționate răscoale ale dacilor din Imperiu, sprijiniți de dacii liberi sub împărații Caracala, Macrin, Gordian IV, Filip Arabul. Treptat însă, de cele două părți ale frontierei se stabilesc relații comerciale. Într-un asemenea moment, este foarte posibil ca în zona vadului Crasnei să renască un important târg care exploata drumul comercial Buciumi-Stârciu-Crasna. Totuși, această așezare nu era întărită de ziduri, așa încât după retragerea administrației romane din Provincia Dacia, năvălirile popoarelor migratoare au dus la distrugerea repetată a localității.
Traseele principale ale migraților au ocolit teritoriul acualei comune, dar, după stabilirea unor "baze militare" în zonele de câmpie, atacurile au ajuns și aici. Primele invazii aparțin gepizilor, stabiliți spre confluența Someșului cu Tisa, în anii 249-473. Hunii, veniți între anii 420-454 au fost alungați de avari, care, începând cu anul 480 au intreprins numeroase incursiuni spre Transilvania, fie pe Culoarul Mureșului, fie pe Poarta Meseșană. Dar tot ei întemeiază și primele formațiuni prestatale. În aceste condiții, cetățile erau distruse sistematic pentru a împiedica o eventuală rezistență a locuitorilor daco-romani, dar terenurile agricole erau în continuare cultivate, iar așezările mici se puteau reface rapid. În secolul al VI-lea sosesc slavii. De la ei a rămas numele actual al comunei și rîului pe care este așezată, care în slava veche însemna "frumos". Sosirea ungurilor s-a produs prin secolul al X-lea, aceștia fiind urmați de pecenegi și de cumani, care vin dinspre est.

##### Epoca medie
Odată cu secolul al IX-lea documentele arheologice se înmulțesc. Conform cronicii Gesta Hungarorum între anii 896-900, teritoriul cuprins între Mureș și Someș, până la Poarta Meseșană aparținea voievodului Menumorut. 
După pătrunderea ungurilor, în actele oficiale prima menționare a numelui Crasna apare în jurul anului 1164 când la un act al regelui Ungariei Stefan al III-lea ca martor este citat un anume Ianoș, comite de Crasna.
Și mai veche este însă o altă mențiune. Într-un act adresat regelui Andrei al III-lea și datat la 1227 se spune:
Oamenii din neamul Nopoc-meste, venind înaintea noastră, ne-au arătat un privilegiu al regelui Coloman (1095-1116-n.a.)...
Coloman ... mai înainte în cetatea Crasson a fost conducător Mesta, căruia regele i-a dăruit cetatea Crasson. Pământul său a fost Câmpia Bivolilor (sau Zimbrilor) și a fost numai câmpie. Dar el mai avea și pădurea Scecos.
Iar numele susnumiților oameni sunt acestea: Tola, Vone, Dene, Stefan, Volcan, Poch, Bungi, Vich, Mic". Le-am mai dat să stăpânească un pământ numit Gemelchen, care cu alt nume se chiamă Bozia. 
Gém în limba maghiară înseamnă stârc. Este deci foarte posibil să fie vorba despre satul numit Stârci, iar Bozia poate veni din ungurescul bozot care înseamnă tufiș.

 
Numeroase mențiuni de-a lungul timpului se refer la Crasna cu diferite variante: Carasna -1213, Craszna-1214, Karasnay, Carasnay-1219, Crasna-1249, terra castri Crasna, Craznavar-1259, Karazna-1299, Karezna-1341, Karaznaseg-1347, Krazna-1451, Crazna-1481, Kraszna-1760, Karaszno, Krasmarkt-1850, Kraszna, Carasna-1854.

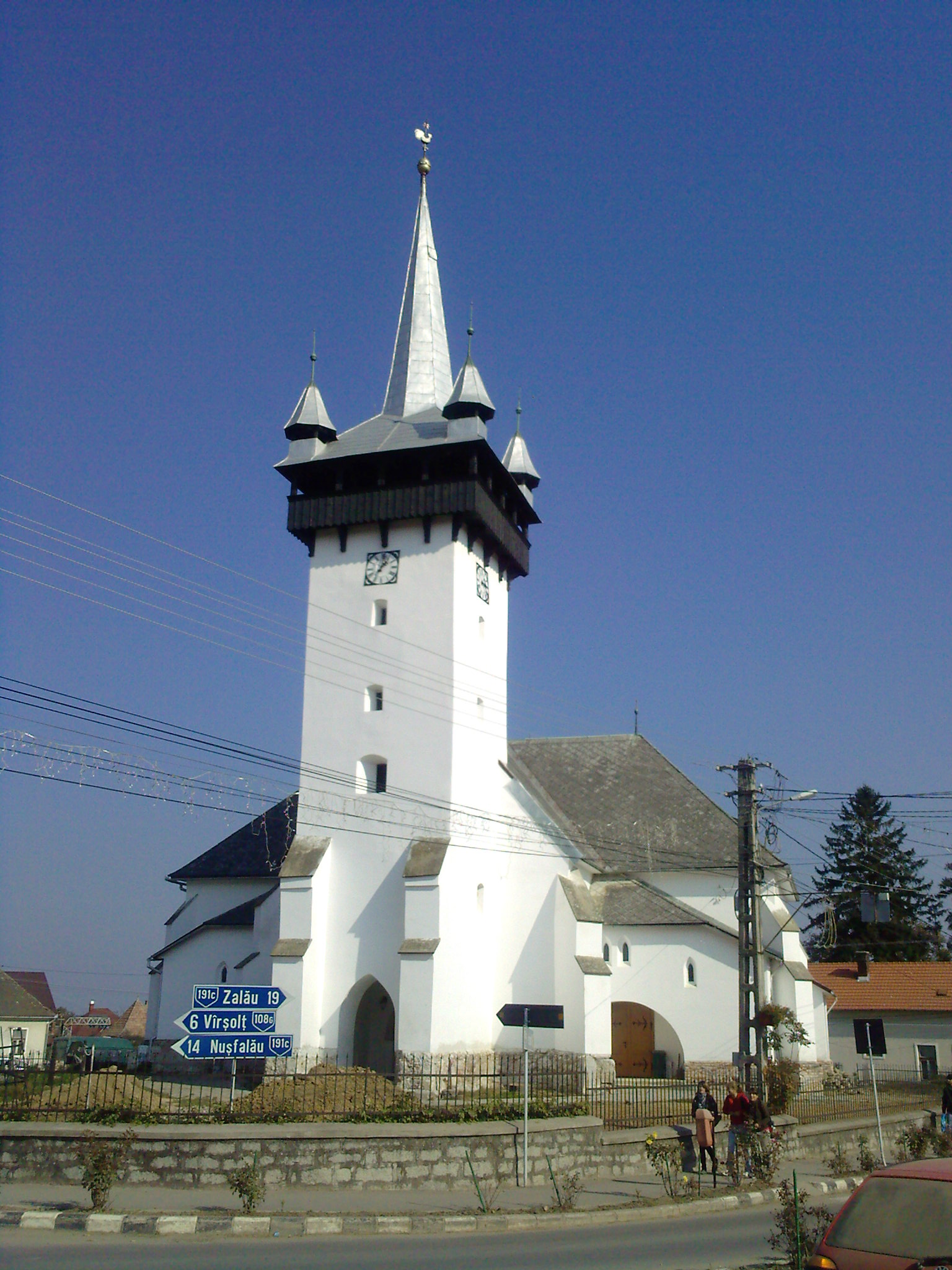
Biserica reformată

Marea invazie mongolo-tătară din aprilie 1241 are ca rezultat distrugerea cetăților vechi, și o slăbire a puterii maghiare.
În anul 1380 se construiește în Crasna o biserică de piatră, fortificată, în stil gotic, care este folosită și astăzi. Dimensiunile mari ale acestei biserici sugerează existența unei populații numeroase și prospere. Cu toate acestea, situația grea a țăranilor a determinat răscoale împotriva domeniilor mănăstirilor din Mănăștur.
De altfel, la împărțirea administrativă din anul 1553, Crasna era centru de plasă, având 61 1/2 porți și circa 920 locuitori, având calitatea de oraș. Patruzeci de ani mai târziu, Crasna era centru de comitat, Comitatul Crasnei, exercitându-și influența asupra întregului bazin superior al rîului Crasna. Prosperitatea a fost asigurată de traseul unui drum comercial al sării care pornea din nordul Moldovei, de la Suceava, traversa Carpații pe la Rodna, ajungea la Dej și de aici, prin Zalău, la Crasna. Mai departe drumul trecea prin Oradea și Szolnoc.
În urma ocupării Ungariei de către oștile turcești (conduse de Soliman Magnificul 1541), Transilvania și Partiumul trec sub suveranitate otomană. Cetățile sunt distruse. Încetul cu încetul importanța Crasnei scade sub concurența Șimleului Silvaniei și a Zalăului.
Alte așezări menționate în documentele mai vechi și astăzi dispărute sunt: Leupach 1299 (lângă Crasna), Alzeg 1499 și 1546 între Crasna și Ratin (astăzi acest nume este păstrat de o stradă a Crasnei), Szilva 1759 (probabil aparținând astăzi de satul Ratovei din comuna Valcău de Jos, pe Valea Silvaș), Bathuin 1341 (între Boghiș și Huseni, în partea satului Huseni numită astăzi de localnici "Brazilia", o aluzie și la nuanța închisă a pieii locuitorilor de aici, dar poate și o deformare a vechiului nume).
În prima jumătate a secolului al XVIII-lea ocupația de bază a locuitorilor Comitatului Crasna era agricultura, la care se adăugau meșteșugurile și comerțul ca ramuri anexe.
În agricultură se practica asolamentul bianual, hotarul satelor fiind împărțit în două tarlale. Arătura se executa cu 6 boi sau cu 8 boi. Productivitatea medie a comitatului era de 3 ori sămânța, chiar de 4 ori pe terenurile cele mai bune din Crasna. În perioada 1721-1722 s-au recoltat 28.255 clăi de grâu, 7.296 clăi ovăz, 639 clăi orz, 936 clăi arac și 547 clăi mei, dintr-o claie obținându-se până la 50 litri boabe. În această perioadă se introduce porumbul, producția crescând de la 576,6 mierțe în anul 1722 la 710,5 mierțe în 1726 (mierța fiind egală cu 22,5 litri). În anul 1720 sunt înregistrate și 3.974 ciubere de vin, marea majoritate provenind din localitățile Crasna și Vârșolț. 
Sigiliul comitatului Crasna reprezenta un scut oval cu un porumbel cu ramură de măslin în cioc, față în față cu un urs ieșind dintr-o coroană deschisă.

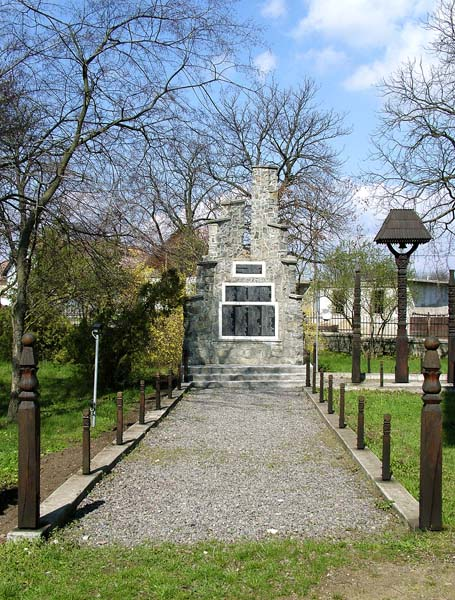
Memorial în Crasna

##### Epoca modernă
În secolul trecut populația crește ca urmare a dezvoltării economice și a relativei stabilități politice. Satul Marin, de exemplu, avea în anul 1847 un număr de 284 locuitori, iar 43 de ani mai târziu se înregistra o populație de 588 locuitori și 109 case.
În timpul războiului pentru independență din anul 1877, un mare număr de români și-au exprimat dorința de a trece Carpații în sprijinul Țărilor Române. Pentru asigurarea ordinii, administrația vremii trimite la Crasna 9 jandarmi, doi soldați și un fruntaș. Totuși se organizează o colectă pentru răniții din România, la care participă și preotul Ioan Pop din Crasna.
În anul 1908 în satul Crasna se înregistrau 50 de fumuri românești cu 326 locuitori. 
Importanța regională a Crasnei scade la începutul acestui secol, în urma concurenței orașelor Zalău și Șimleu Silvaniei. Cu toate acestea, în anul 1908 se ridică actualul sediu al Liceului, mărit ulterior prin adăugarea unor aripi de clădire. La noua împărțire administrativă, realizată după Unire, în anul 1926, Crasna era sediu central de plasă, cu 25 de comune subordonate.
Un moment important al istoriei interbelice a Crasnei o constituie ridicarea monumentului în onoarea lui Nicolae Titulescu, declarat cu acest prilej cetățean de onoare al localității Crasna. Monumentul, amplasat în fața Centrului de Sănătate (pe atunci judecătorie și prefectură), repezintă harta României Mari, încadrată sus de globul Pământesc înconjurat de un brâu cu inscripția: Jus et lex pro patria, iar jos de un text care reproduce un fragment dintr-o cuvântare celebră rostită la Liga Națiunilor de către Nicolae Titulescu: Hotarele actuale ale României sunt rezultatul evoluției de veacuri a unei idei de dreptate, procesul stabilirii lor este definitiv sfârșit. La orice încercare de a-l reîncepe, în numele întregului neam românesc, eu răspund: Nu! Nu! Niciodată!.
Construirea căii ferate Sărmășag-Șimleu Silvaniei a determinat un avans al Șimleului comparativ cu Crasna. În anii 1925-1930, datorită influenței baronului Banffi, a început un proiect de construire a unei linii de legătură Șimleu Silvaniei-Huedin, prin Crasna și Stârci, linia urmând să traverseze Meseșul pe Valea Ragului. Datorită crizei economice proiectul a fost abandonat. În urma Dictatului de la Viena, Crasna intră în sub ocupație horthystă, populația evreiască este deportată, cea românească este persecutată, iar ungurii sunt trimiși pe front.

##### Epoca contemporană
Împărțirea administrativă din 8 septembrie desființează județul Sălaj, iar Crasna ajunge într-o poziție periferică în cadrul regiunii Cluj, raionul Zalău. Acest fapt are drept urmare scăderea importanței localității și comunei Crasna, populația înregistrând o stagnare până la reorganizarea administrativă din 1966.
În perioada 1970-1975 au fost construite în orașul Zalău câteva unități economice de mari dimensiuni, care au atras locuitorii din comunele apropiate. Nu a făcut excepție nici comuna Crasna, mai ales tinerii stabilindu-se în număr mare în reședința județului, care a înregistrat o creștere explozivă.
După restructurarea unităților industriale și reducerea necesarului de forță de muncă, o parte din cei plecați s-au întors.

## Economie
În economia acestei localități cel mai mare rol îl are agricultura, combinând posibilitatea cultivării legumelor, zarzavaturilor și cerealelor în primele terase ale văii Crasnei, cu pomii fructiferi și vița de vie pe terasele mai înalte. Industria materialelor de construcție, prelucrării lemnului, precum și comerțul și serviciile întregesc activitatea economică a localității Crasna.

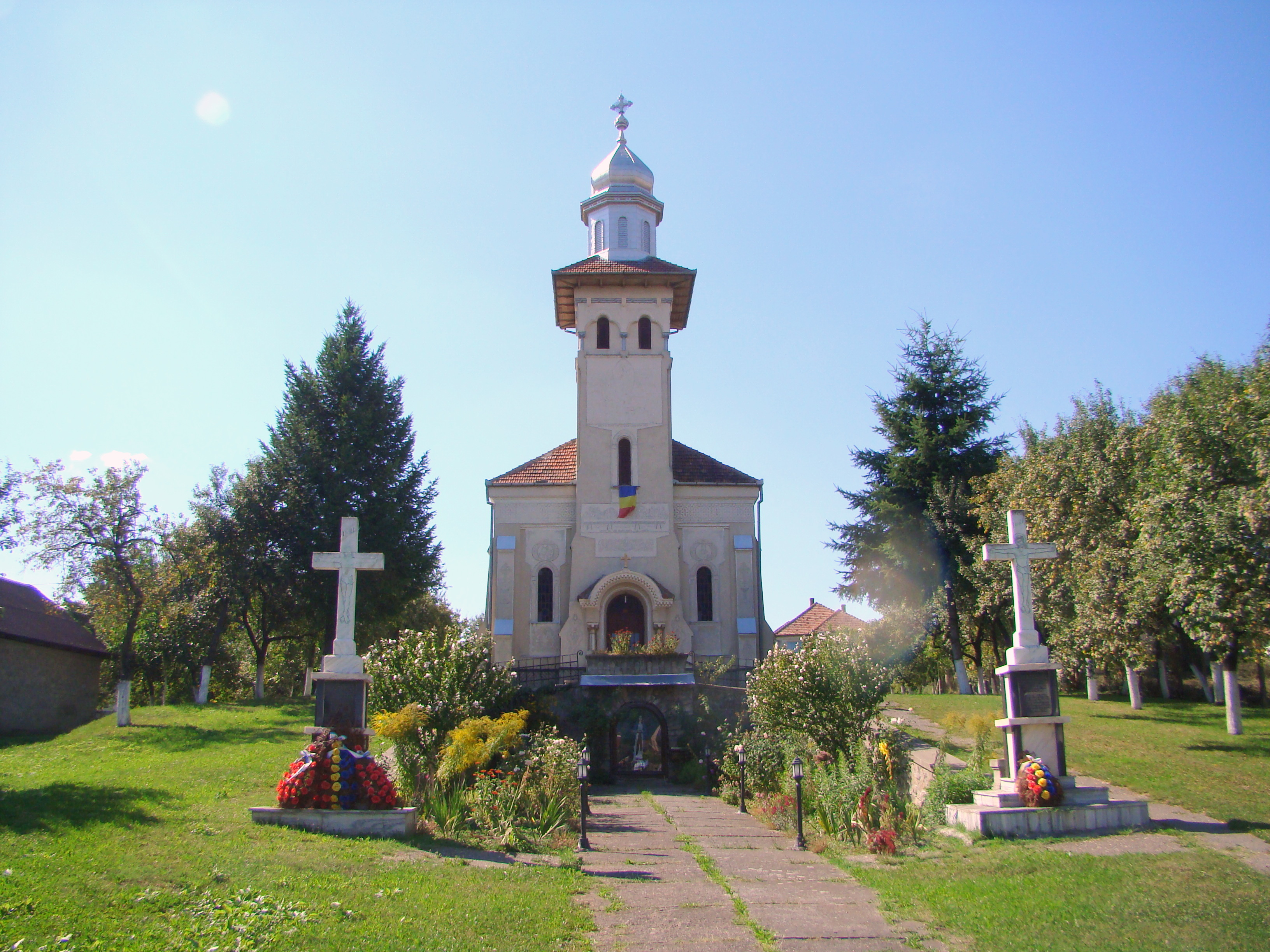
Biserica ortodoxă „Sfântul Ioan Botezătorul”

## Atracții turistice
- Biserica fortificată, secolul al XIV-lea
- Biserica Ortodoxă Sfântul Ioan Botezătorul (1936-1938)

Documentar, primul preot care a păstorit în parohia ortodoxa Crasna a fost Ioan Ilieșiu în anul 1892 până în noiembrie 1893.

## Personalități
- Cătălin Septimiu Țurcaș (n. 6 septembrie 1968) primar al orașului Șimleu Silvaniei (2004-2008, 2008-2012)
- George Petruca (1876 - 1978), deputat în Marea Adunare Națională de la Alba Iulia 1918